# GnuQuartet
Lo GnuQuartet è un quartetto musicale composto da Raffaele Rebaudengo (viola), Francesca Rapetti (flauto), Roberto Izzo (violino) e Stefano Cabrera (violoncello).

## Storia
I quattro si sono incontrati nel 2006 al teatro Nazionale di Milano per una serata speciale dedicata al compleanno di Fabrizio De André, dando via al progetto GnuQuartet.
Durante la loro carriera hanno pubblicato 5 album: GnuQuartet pubblicato nel 2006, primo esperimento di rielaborazioni di brani internazionali da parte degli Gnu, uscito in formato digitale nel 2008 per l'etichetta discografica Incipit Records; Il diverso sei tu, pubblicato nel 2007 in formato digitale dall'etichetta discografica CPD, in concomitanza con la Giornata Europea delle Persone Disabili, contenente quasi esclusivamente cover di brani di De André interpretate dal gruppo insieme ad alcuni cantanti (Federico Sirianni, Giulia Ottonello, L'Aura, Vittorio De Scalzi); Something Gnu, pubblicato nell'aprile 2011 dalla Bonsai Music e diffuso su tutto il territorio nazionale.
Il gruppo si è esibito al Concerto del Primo Maggio insieme agli Afterhours nel 2009 e insieme ai Baustelle nel 2010.
Nel febbraio 2011 hanno accompagnato i La Crus nell'esibizione del brano Io confesso durante la serata dedicata ai duetti al Festival di Sanremo 2011.
Nel 2012 pubblicano con Federico Sirianni l'album Nella prossima vita.
Nel febbraio 2016 hanno accompagnato Neffa nell'esibizione del brano 'O sarracino durante la serata dedicata ai duetti al Festival di Sanremo 2016.
Nel 2019 accompagneranno nei loro rispettivi tour italiani Francesco De Gregori ed Ermal Meta, incontrati in occasione del RisorgiMarche, evento benefico a favore delle zone terremotate ideato da Neri Marcorè, riarrangiandone in chiave acustica i pezzi più famosi.
Nel 2023 prendono parte al tour di reunion dei Pooh, condividendo il ruolo di orchestra sinfonica con le Alterecho String Quartet.

## Discografia

### Album
- 2006 – GnuQuartet
- 2007 – Il diverso sei tu (CPD)
- 2011 – Something Gnu (Bonsai Music)
- 2013 – muse_ic
- 2014 – Karma
- 2017 – Untitled
- 2022 - Paganini – The Rock album

### Con Federico Sirianni
- 2012 - Nella prossima vita